# Killer Instinct (computerspelserie)
Killer Instinct is een serie vechtspellen die oorspronkelijk zijn ontwikkeld door Rare en uitgegeven door Midway, Nintendo en Microsoft Studios.

## Beschrijving
Het eerste spel in de serie kwam uit als arcadespel in 1994. Het tweede spel uit 1996 is eveneens een arcadespel en werd onder de titel Kill Instinct Gold geporteerd naar de Nintendo 64. Een digitale versie verscheen voor de Xbox One als Killer Instinct 2 Classic. Een reboot van de serie werd door Double Helix Games in november 2013 uitgebracht als Killer Instinct.

## Spellen in de serie
- Killer Instinct (1994)
- Killer Instinct 2, ook bekend als Killer Instinct Gold (1996)
- Killer Instinct (2013)

## Gameplay
Killer Instinct is een vechtspel waarbij spelers het in één-op-één gevechten tegen elkaar opnemen. De serie leent elementen uit andere vechtspellen zoals de Street Fighter-serie en de Mortal Kombat-serie.

## Personages
Een lijst van personages die in de spelserie voorkomen zijn:
- Aganos
- Arbiter
- ARIA
- Black Orchid
- Chief Thunder
- Cinder
- Eyedol
- Eagle
- Fulgore
- Gargos
- General RAAM
- Glacius
- Hisako
- Kan-Ra
- Kilgore
- Kim Wu
- Maya
- Mira
- Omen
- Rash
- Riptor
- Sabrewulf
- Sadira
- Shadow Jago
- Shin Hisako
- Spinal
- T.J. Combo
- Tusk